# 후나다 나카
후나다 나카(船田中, 1895년 4월 24일~1979년 4월 12일)는 15선 중의원 의원을 지낸 일본의 정치인이다.

## 생애
도치기현 우쓰노미야시에서 조상 대대로 신직에 종사해온 후나다가의 장남으로 태어났다. 제일고등학교를 거쳐 1918년 도쿄제국대학 법학대학 영법과를 졸업한 뒤 내무성에서 관료 생활을 시작했다. 도쿄시 부시장과 시장 대리를 지낸 뒤 1930년 총선에 출마해 당선됐다.
전전에는 입헌정우회 소속이었는데 1931년 총리대신 이누카이 쓰요시의 비서관을 지냈고 1937년 제1차 고노에 내각 때 법제국장관으로 취임했다. 1940년 대정익찬회 정책국 내정부장을 역임했으며 1945년 호국동지회를 결성했다. 제2차 세계 대전이 끝난 뒤에 일본협동당 창당에 참여했지만 연합군 최고사령부에 의해 공직 추방을 당했다.
1951년 공직 추방이 해제되고 다음 해 치러진 총선에 출마해 당선됐다. 1955년 보수합동으로 자유민주당이 창당되자 합류했다. 그 해에 제3차 하토야마 이치로 내각 때 방위청 장관이 되었으며 자민당 외교조사회장과 안전보장조사회장을 차례로 역임했다. 오노 반보쿠가 이끄는 백정회에 속해 있었는데 백정회는 오노가 죽은 뒤 후나다가 이끄는 일신회와 무라카미 이사무가 이끄는 일양회로 분열했다. 정치적으로는 친대만·친대한민국적 입장을 취했으며 매파에 속했다. 제51·56대 일본 중의원 의장을 지냈는데 「일본국 헌법」 시행 후 세 번째로 오래 재임했다. 1977년 자유민주당 부총재가 되었다.
아버지가 만든 학교법인 후나다교육회 이사장직을 맡았는데 사쿠신가쿠인 고등학교 출신 에가와 스구루의 후견인으로 에가와 사건에도 개입했다.
1979년 4월 12일 향년 83세로 사망했다. 사후 2년 뒤에 자신이 후나다 나카의 딸이라고 주장하는 여성이 인지 소송을 제기한 적이 있었다.

## 가족 관계
정치인 가문으로 잘 알려진 후나다 삼형제의 장남이다. 차남인 후나다 교지는 3선 중의원 의원과 행정관리청 장관을 지냈으며 3남인 후지에다 센스케는 8선 중의원 의원과 운수대신 등을 지냈다. 장인은 중의원 의장을 지낸 모토다 하지메이며 장남 후나다 유즈루는 도치기현지사와 2선 참의원 의원을 지냈다. 유즈루의 장남인 후나다 하지메는 13선 중의원 의원을 지냈고 며느리인 하타 게이도 참의원 의원을 역임했다.

## 역대 선거 결과
|  | 0% |

|  | 0% |

|  | 0% |

|  | 0% |

|  | 0% |

|  | 15.8% |

|  | 12.6% |

|  | 14.3% |

|  | 11.7% |

|  | 14.5% |

|  | 17.2% |

|  | 18% |

|  | 16.3% |

|  | 21.75% |

|  | 15.6% |

| 전임 다키 마사오 | 제37대 법제국장관 1937년 10월 25일~1939년 1월 5일 | 후임 구로사키 데이조 |

| 전임 스나다 시게마사 | 제5대 방위청 장관 1955년 11월 22일~1956년 12월 23일 | 후임 고다키 아키라 |

| 전임 기요세 이치로 | 제51대 중의원 의장 1963년 12월 7일~1965년 12월 20일 | 후임 야마구치 기쿠이치로 |

| 전임 마쓰다 다케치요 | 제56대 중의원 의장 1970년 1월 14일~1972년 11월 13일 | 후임 나카무라 우메키치 |